# 田主丸駅
田主丸駅（たぬしまるえき）は、福岡県久留米市田主丸町田主丸にある、九州旅客鉄道（JR九州）久大本線の駅である。

## 歴史
- 1928年（昭和3年）12月24日：鉄道省（国有鉄道）の久大線久留米 - 筑後吉井間開業と同時に開業[2][4]。初代駅舎建設[3]。
- 1984年（昭和59年）
  - 2月1日：貨物および荷物の取扱廃止[4]。
  - 2月15日：無人化[6]（その後有人化）。この年、跨線橋設置。
- 1987年（昭和62年）4月1日：国鉄分割民営化により九州旅客鉄道に承継[2][4]。
- 1990年（平成2年）2月：地元の観光協会に委託する形で委託駅になる[5]。
- 1992年（平成4年）4月23日：河童の形の新駅舎完成[2][3]。

## 駅構造
相対式ホーム2面2線を有する地上駅。
駅舎はふるさと創生資金を利用して建てられた河童の形をしたもので、JRから土地を借用して地元の町が建物を用意する形で建設され、浮羽工業高校の生徒がデザインした。木造一部2階建て、延べ床面積313.8平方メートル、建設費は約7,700万円であった。クリスマスにはイルミネーションが施される。田主丸観光協会が駅業務を受託する簡易委託駅であり、きっぷうりばが設置されている。

### のりば
| のりば | 路線      | 方向 | 行先       |
| ------ | --------- | ---- | ---------- |
| 1      | ■久大本線 | 下り | 日田方面   |
| 2      | ■久大本線 | 上り | 久留米方面 |

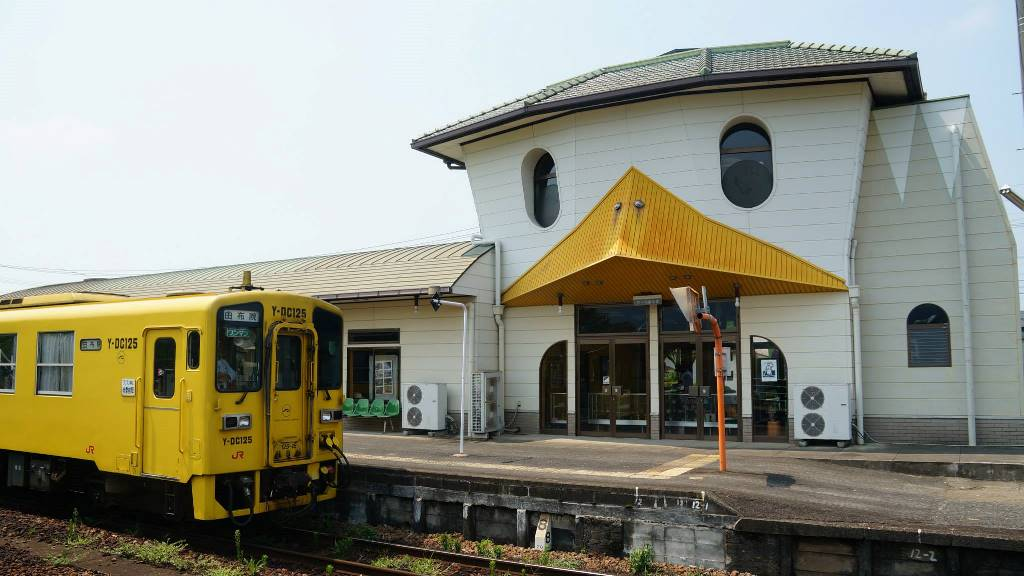
列車と駅舎（2013年8月）
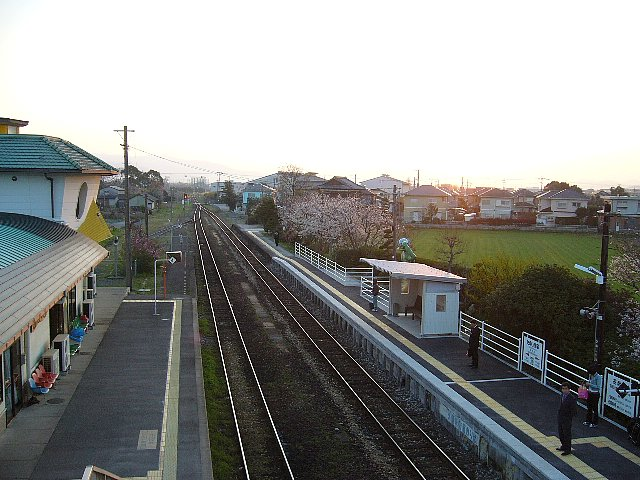
構内（2006年3月）

## 利用状況
1960年（昭和35年）頃には1日あたり約4,000人の利用者があり、庭木や苗木を1日あたり約15t発送していたが、並走する国道210号に路線バスが開通し、トラック輸送に切り替わってからは乗客、荷物共に激減した。1974年（昭和49年）頃の1日平均乗客は約1,800人、2023年度の1日平均乗車人員は488人である。
| 年度   | 1日平均 乗車人員 |
| ------ | ---------------- |
| 2015年 | 611              |
| 2016年 | 600              |
| 2017年 | 585              |
| 2018年 | 587              |
| 2019年 | 592              |
| 2020年 | 473              |

## 駅周辺
- 久留米市役所田主丸総合支所
- 田主丸郵便局
- 福岡県立浮羽工業高等学校
- 石垣観音寺
- 田主丸中央病院
- そよ風ホール（田主丸図書館）
- 月読神社

## バス路線
西鉄バス久留米と甘木観光がそれぞれ同じ場所にバス停を設置している。ただし、バス停は国道210号方面のものしか立っていないため、善院・中央病院方面に行く場合は、道路の反対側で待つか、ポールのそばに立って来たバスに向かって手を挙げれば乗車できる。
西鉄バス久留米
- 23番：田主丸駅前⇔田主丸中央・善導寺・千本杉・西鉄久留米・久留米市役所・JR久留米駅方面
- 25番：上原（かみはる）・田主丸中央⇔田主丸駅前⇔田主丸中央病院・善院・草野・千本杉・西鉄久留米・久留米市役所・JR久留米駅方面

甘木観光バス
- 4番：田主丸中央病院⇔田主丸駅前⇔田主丸中央・両筑橋・朝倉医師会病院・甘木中央・甘鉄甘木駅

## 隣の駅
九州旅客鉄道（JR九州）
■久大本線
- 特急「ゆふ」一部停車駅

筑後草野駅 - 田主丸駅 - 筑後吉井駅